# Азербайджанцы в Германии
На данный момент[когда?] на территории Германии проживает более 200 тысяч азербайджанцев. В столичном городе Берлин проживает около 17 тысяч Азербайджане (азерб. Almaniya azərbaycanlıları, нем. Aserbaidschaner in Deutschland). Большинство азербайджанцев работают в области обслуживания и строительстве. Небольшое количество азербайджанцев задействовано в государственных структурах, высших учебных заведениях и больницах. Компактных поселений азербайджанцев нет.
Большинство азербайджанцев поселяются в Германии, переехав из Турции.

## История

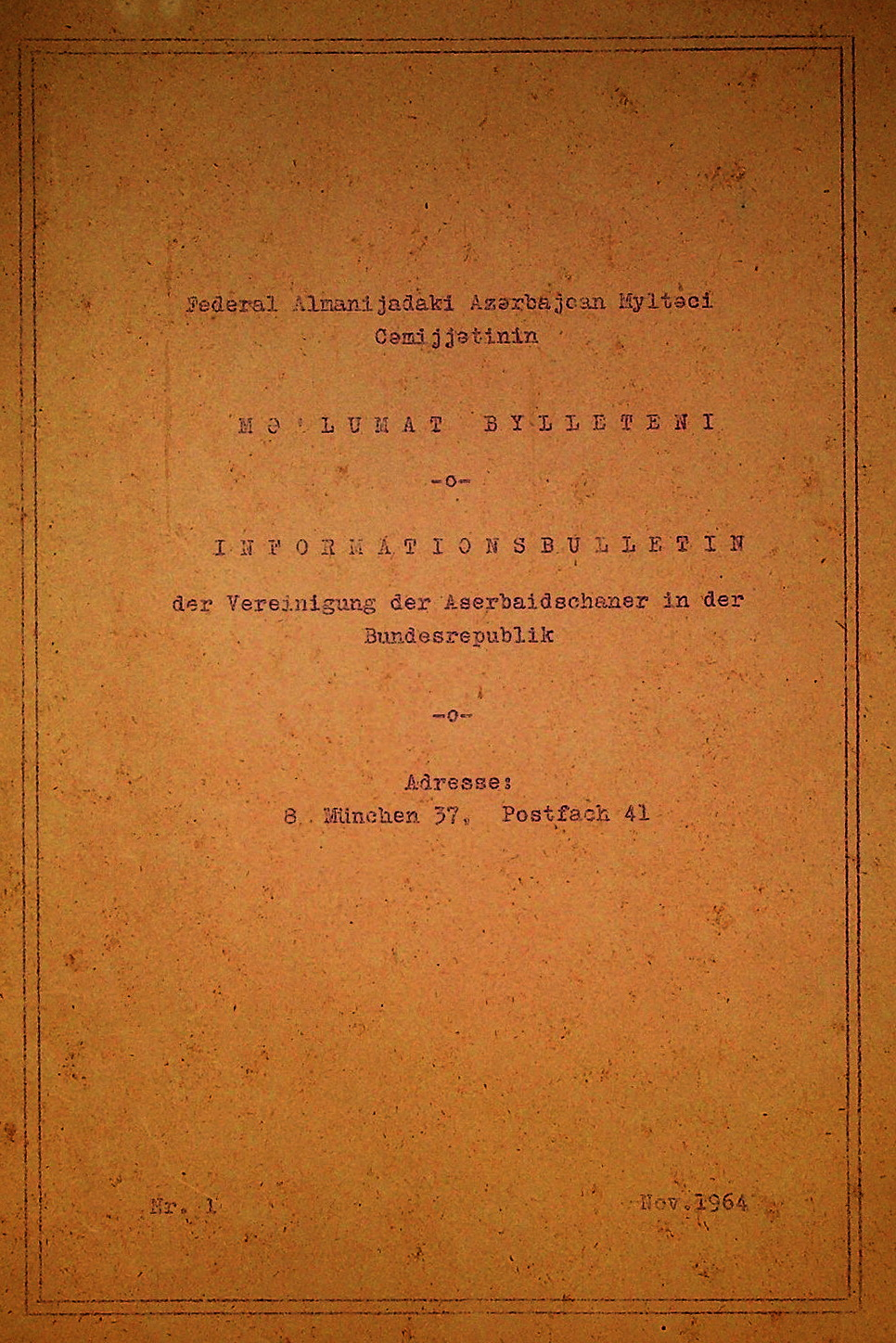
Информационный бюллетень Ассоциации азербайджанцев Федеративной Республики Германии (№ 1, 1964)

Первая волна азербайджанцев появилась в Германии в 60-х годах XX века. Массовый поток азербайджанцев в Германию произошёл в начале 90-х годов XX века. Причинами данного потока послужили Карабахский конфликт, увеличение количества беженцев, а также тяжёлое экономическое положение.
В 2015 году численность азербайджанцев, поселившихся в Германии, составляло 1497 человек. В следующем году 2722 человек были приняты правительством Германии. Из них 996 человек получили политические права на проживание на территории Германии. В 2015 году эксперт по миграционным вопросам Азер Аллахверанов заявил о том, что сотни азербайджанцев возвращаются в Азербайджан по определённым причинам. В течение периода, с 2014 года по конец 2016 года, в Азербайджан из Германии вернулись 90 человек.

## Современное положение
Со стабилизацией положения в Азербайджане и развитием страны, ситуация изменилась и количество мигрантов из Азербайджана уменьшилось. В настоящее время в Германии проживают 120—140 тыс. азербайджанцев, приблизительно 4 тыс. — граждане Азербайджана, зарегистрированные в консульстве посольства Азербайджана в Германии. Среди них в областях науки и культуры выделяются профессор Боннского Университета и посредник в научно-технических связях Азербайджана и Германии Ахад Рахманзаде, профессор Кёльнского специального высшего учебного заведения и советник в посольстве Рза Талиби-Дарьяни, композитор Фирангиз Ализаде, певица-исполнительница джаза Азиза Мустафазаде, пианистки и преподаватели музыковедения Эльнара и Самира Исмаиловы.
В апреле 2018 года азербайджанцами, проживающими в Германии, была проведена двухчасовая акция солидарности перед зданием посольства Азербайджана в столичном городе Берлине. Организацию акции поддержал Азербайджанский дом в городе Берлин, а также Конгресс азербайджанцев Европы, Германо-азербайджанский культурный центр, Магдебургское общество культуры Азербайджан-Германия. Участвовало приблизительно 200 азербайджанцев. С речью выступили председатель Конгресса азербайджанцев Европы — Сахиль Гасымов, заместитель президента Конгресса азербайджанцев Бенилюкса — Эльсевер Мамедов, председатель Германо-Азербайджанского общества в городе Бонн — Наиба Гаджиева, руководитель Культурного центра Германия-Азербайджан — Фаиг Мамедов, президент Ассоциации азербайджанцев Финляндии — Васиф Мурадлы, председатель Общества азербайджанских женщин Арзу Октай и др.

## Азербайджанские Общества Германии
Диаспора Азербайджана в Германии по праву считается одной из крупнейших представительств азербайджанской диаспоры в странах Европы. В 1988 году в городе Берлин были заложены основы «Азербайджано-германского общества». До этого, в 1986 году, была создана организация «Азербайджано-Германская Академия».

### Берлин
В Берлине функционируют следующие азербайджанские общества: Немецко-азербайджанское культурное общество (нем. Deutsch-Aserbaidschanischer Kulturverein) (председатель Ибрагим Ахрари), Общество азербайджанских академиков (нем. Vereinigung der aserbaidschanischen Akademiker) (председатель Ахмед Яздани), Институт Культуры им. Низами Гянджеви (нем. Kulturinstitut Nizami Gandschavi) (председатель доктор Нурида Атеши), Общество дружбы Азербайджана и Германии (нем. Verein der deutsch-aserbaidschanischen Freundschaft) (председатель Мансур Рашиди), Общество «Одлар Юрду» (нем. Verein Odlar Yurdu) (азерб. Odlar Yurdu - Страна Огней) (председатель Джафар Джафарзаде).
В Берлине, на территории сада библиотеки им. Готфрида Бенна, основанной в 1892 году, в округе Штеглиц-Целендорф, располагается памятник, посвящённый жертвам Ходжалинской резни. Авторы памятника — азербайджанские художники Салхаб Мамедов, али Ибадуллаев, Акиф Аскеров.

### Кёльн
В Кёльне функционируют следующие азербайджанские общества: Общество Азербайджанской Культуры (нем. Aserbaidschanischer Kulturverein) (председатель Чалис Тазел), Общество дружбы Азербайджана и Германии (нем. Verein der deutsch-aserbaidschanischen Freundschaft) (председатель Уфуг).

### Штутгарт
В Штутгарте есть Общество Азербайджанской Культуры (нем. Aserbaidschanischer Kulturverein) (председатель Джумали Туран).

### Бохум
В Бохуме есть Академическое азербайджанское общество (нем. Aserbaidschanische Akademikerverein) (председатель Мардан Агаев).

### Нюрнберг
В Нюрнберге функционирует Общество Дружбы и Культуры между Азербайджаном и Германией (нем. Aserbaidschanisch-Deutscher Freundschaft- und Kulturverein) (председатель Асад Рагимов).

### Вюрцбург
В Вюрцбурге существует Культурное азербайджанское общество «Гюней» (нем. Aserbaidschanischer Kulturverein «Güney») (председатель Гуламхусейн Шахмари).
Функционируют также «Очаг азербайджанской культуры» в Бонне, «Азербайджано-германское общество» (1991) в Дюссельдорфе, «Азербайджанское общество по культурным связям» во Франкфурте, «Азербайджанский дом» (1997) в Лимбург-на-Лане и др. организации. В 1996 году все азербайджанские общины на территории Германии объединились в единую организацию — «Федерация германо-азербайджанских обществ» (ФГАО). Федерация была создана в городе Майнц и включила в себя 8 организаций. Главная цель федерации — укрепление внешних сношений между организациями диаспоры. Президентом федерации является Нусрет Дельбест.
В 1999 году, с 21 по 22 августа, в городе Бонн был проведён первый съезд ФГАО. С октября 2004 года начал функционировать «Институт культуры имени Низами Гянджеви» в Берлине. Одновременно, открылись курсы по изучению немецкого и азербайджанского языков, преподавательские курсы в области музыки и компьютерных знаний. Члены Федерации отмечают национальные праздники Германии и Азербайджана.
Начиная с 2011 года, в городе Дрезден каждое 15 июня общество «Alm.az» проводит мероприятие в честь Дня Национального Спасения. Председателем общества является Агагусейн Бабаев.
На сегодняшний день на территории Германии существует около 35—40 азербайджанских организаций.
Проживающие в Германии азербайджанцы обладают возможностью побывать в городе Баку в течение недели, став участниками так называемого проекта «Моя Родина — Азербайджан». Сам проект был организован в результате деятельности Государственного комитета по работе с диаспорой и Общества дружбы Германия-Азербайджан.
В 2014 году состоялась встреча между делегацией Государственного комитета Азербайджана по работе с диаспорой и главами азербайджанских диаспорских организаций в городе Франкфурт. На заседании приняли участие председатели и активисты организаций — Самира Патер-Исмайлова, Этибар Ганиев, Башар Комур, Агагусейн Бабаев, Тарана Тагиева, Тофик Гараев, Эльнур Рихтер и др.
Участникам собрания был представлен отчёт о работах, которые были проделаны в 2014 году. Были обсуждены существующие проблемы в области обеспечения участия азербайджанцев, которые проживают в Европе, в общественно-политической жизни.

### Магдебург
В Магдебурге с 2007 года существует Центральный Совет Азербайджанской Диаспоры в Германии. Центральный Совет Азербайджанской Диаспоры в Германии занимается организацией помощи оказываемой соотечественникам, просящим помощи в виде юридической защиты, юридической защиты в интеграционных вопросов юридических интересов перед судебными и государственными учреждениями, воссоединением семьи (ПМЖ), оформлением всех юридических документов и заявлений, сопровождением в инстанциях, поиском родственников, принятием расходов на переезд и т. д. Помощь по подготовке и проведению переезда возвращенцев оказывается только в том случае, если ни сам возвращенец, ни обязанные к его содержанию родственники, ни другие учреждения не в состоянии предоставить необходимые для этого средства. (Президент Центрального Совета Азербайджанской Диаспоры в Германии — Лауреат Международной Премии ООН «Золотой Голубь 2011» Тенгис Саде Барон цу Ромкерхалл) http://diaspora-az.de/ Архивная копия от 21 сентября 2018 на Wayback Machine